# 制式番号 (ドイツ陸軍兵器局)
制式番号（せいしきばんごう）とはドイツ陸軍兵器局が採用した軍用車両に付与する番号である。装輪車輌（Kraftfahrzeug）の場合は Kfz.-Nummer （車輌番号）、半装軌車・装軌車のような特殊な車輌 （Sonder-Kraftfahrzeug）の場合は Sd.Kfz.-Nummer （特殊車輌番号）と表記される。英語ではこれらを Official vehicle designation と訳されている。陸軍兵器局は採用した軍用車両を製造会社や型式別に制式番号を与えず、それぞれの使用目的別に制式番号を付与した。

## 命名規則
- 装輪車の場合は下記のような使用目的別（車両種別）に番号が振り分けられている。

1. Kfz.1-10:　小型乗用車
2. Kfz.11-20:　中型乗用車
3. Kfz.21-30:　大型乗用車
4. Kfz.31-40:　小型貨物車
5. Kfz.41-50:　中型貨物車
6. Kfz.51-60:　大型貨物車
7. Kfz.61-70:　不整地走破用小型貨物車
8. Kfz.71-80:　不整地走破用中型貨物車
9. Kfz.81-90:　不整地走破用小型貨物車、あるいは不整地走破用大型乗用車
10. Kfz.301-385:　空軍用の特別な装置を施した貨物車
11. Kfz.411-420:　対空砲部隊の車輌

- 半装軌車、あるいは装軌車のような特殊な車輌は下記の番号が振られる。詳細は特殊車輌番号を参照。

1. Sd.Kfz.2:　ケッテンクラート
2. Sd.Kfz.9:　大型牽引車 18ton
3. Sd.Kfz.251:　中型装甲兵員輸送車

## 文献
- Werner Oswald : Kraftfahrzeuge und Pnzer der Reichswehr, Wehrmacht und Bundeswehr,Motorbuch Verlag, 1995, ISBN 3-87943-850-1